# Serviço de Informação do Estado

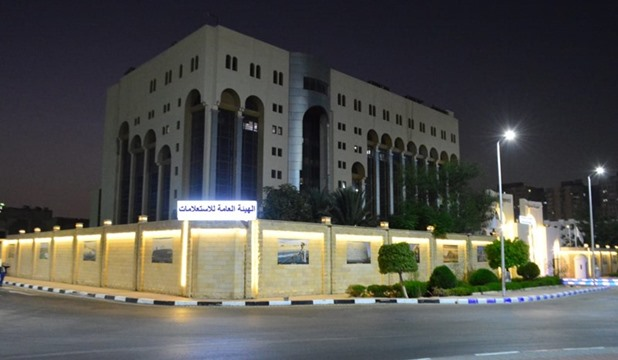
Sede do Serviço de Informação do Estado em Cairo

O Serviço de Informação do Estado é uma agência do governo egípcio afiliada ao presidente do Egito. É o aparelho oficial de mídia e relações públicas do estado egípcio, com vários escritórios locais e internacionais, e é responsável por regular os assuntos da imprensa estrangeira e dos correspondentes da mídia no Egito. 

## História
O SIS foi fundado em 1954 como Autoridade de Informação (em árabe: مصلحة الإستعلامات) pelo Conselho de Comando Revolucionário na véspera da era republicana, dois anos depois que os Oficiais Livres liderados pelo coronel Gamal Abdel Nasser derrubaram o Rei Faruque e aboliram a monarquia. O membro do Conselho do Comando Revolucionário Salah Salem foi o primeiro presidente do SIS.
Em 1967, foi reestruturado no Serviço de Informação do Estado (SIS) e afiliado ao Ministério da Cultura e Orientação Nacional (wizarat al-thaqafa wal-irshad al-qawmi), durante o mandato de Tharwat Okasha, e recebeu o mandato de apoiar o ministério na "identificação da opinião pública local e internacional em relação a questões e eventos que dizem respeito ao estado e no campo de orientação, educação e esclarecimento da opinião pública local". 
O SIE recebeu dez responsabilidades principais, incluindo a avaliação da opinião pública, a produção e divulgação de meios de comunicação sobre questões nacionais (panfletos, livros, programas de rádio e televisão) para influenciar a opinião pública local e global, a produção de relatórios regulares para agências governamentais de alto nível sobre questões políticas locais e internacionais importantes, a regulamentação do jornalismo estrangeiro no Egito e a regulamentação de aspectos do jornalismo local supervisionados pelo Ministério da Cultura. 
Após o Ministério da Informação (sucessor da pasta da Orientação Nacional) ter sido desmembrado do Ministério da Cultura no início da década de 1980, o SIS foi oficialmente transferido para isso em 1986. 
Em setembro de 2012, o presidente Mohamed Morsi emitiu um decreto que tornava o SIS uma agência subordinada à presidência, em vez do Ministério da Informação. 

## Presidentes
O SIS teve presidentes que atuaram em altos níveis do governo nos ministérios da defesa, informação ou relações exteriores, bem como na inteligência. O actual presidente do SIS, Diaa Rashwan, jornalista e antigo chefe do Sindicato da Imprensa, foi nomeado para o cargo pelo presidente Abdel Fattah el-Sisi em junho de 2017.  Entre os presidentes anteriores do SIS estava Safwat El-Sherif, uma das figuras principais e controversas do governo do presidente deposto Hosni Mubarak.
- Salah Salem (1954 - 1955)
- Amin Howeidi (1965 - 1966)
- Ahmed Asmat Abdel Meguid (1967 - 1967)
- Mohamed Hassan al-Zayat (1967 - 1972) [2]
- Mohamed Hassan al-Zayat (1972 — 1977, além de Ministro da Informação) [6]
- Morsi Saad Eldin Abdel Hamid (1977 - 1979, também porta-voz presidencial) [7] [8]
- Safwat El-Sherif (1979 - 1980)
- Mohamed Hakki (1980 — 1982, também porta-voz presidencial) [9]
- Mamdouh El Beltagui (1982 - 1993) [10]
- Nabil Othman (1994 - 2003)
- Taha Abdel Alim (2003 - 2004)
- Nasser Kamel (2005 - 2006)
- Diaa Rashwan (2017–presente)

## Escritórios internacionais
O Decreto Presidencial de 1820 a 1967 determinou que o SIE estabelecesse uma presença internacional para compartilhar e disseminar fatos sobre o Egito. Atualmente, o SIE opera 32 escritórios de imprensa internacionais afiliados às missões consulares do Egito.
- Berlim [11]
- Londres
- Paris
- Washington D.C [12]